# Фазовий інтеграл
Фазовий інтеграл — один із фундаментальних інтегралів квантової механіки, вперше запропонований Фейнманом на початку 1960-х років. Подібно до інтегралу по траєкторіях, цей інтеграл дозволяє знаходити зміщення фази, викликане впливом якогось поля. Наприклад, вплив магнітного поля на рух квантової частки  призводить до зміщення фази:
{\displaystyle \Delta \phi _{H}={\frac {e}{\hbar c}}\int _{S}^{}(\mathbf {A} ,d\mathbf {l} )},
де {\displaystyle e} — заряд електрона, {\displaystyle c} — швидкість світла у вакуумі, {\displaystyle \hbar } — зведена стала Планка, {\displaystyle \mathbf {A} } — векторний потенціал електромагнітного поля та {\displaystyle d\mathbf {l} } — елемент траєкторії руху частки. В системі ISQ векторний потенціал визначається так:
{\displaystyle \mathbf {B} ={\frac {1}{c}}\nabla \times \mathbf {A} }.

## Виведення

### Інтегральна зміна фази
В загальному випадку хвильова функція в квантовій механіці може бути виражена через «дію» (ейконал) у вигляді:
{\displaystyle \Psi (\mathbf {r} ,t)=\exp \left({\frac {i}{\hbar }}S(\mathbf {r} ,t)\right)},
де функція дії виражається через функцію Лагранжа у вигляді:
{\displaystyle S(\mathbf {r} ,t)=\int _{0}^{t}L(\mathbf {r} ,\mathbf {v} ,t^{'})\,dt^{'}}
Тоді фаза хвильової функції може бути записана у формі:
{\displaystyle \phi (\mathbf {r} ,t)={\frac {1}{\hbar }}S(\mathbf {r} ,t)={\frac {1}{\hbar }}\int _{0}^{t}L(\mathbf {r} ,\mathbf {v} ,t^{'})\,dt^{'}}.
Виділимо довільне значення змінної часу {\displaystyle t_{0}} з якого ми розпочинаємо контроль фази. Оскільки нас не цікавить минула історія (тобто все, що було при {\displaystyle t<t_{0}}), а тільки те, що буде при {\displaystyle t>t_{0}}, тому «різницю фаз» можна визначити як:
{\displaystyle \Delta \phi (\mathbf {r} ,t>t_{0})=\phi (\mathbf {r} ,t)-\phi (\mathbf {r} ,t_{0})=\int _{t_{0}}^{t}L(\mathbf {r} ,\mathbf {v} ,t^{'})\,dt^{'}}.
Для подальшого розгладу необхідно використати такі припущення:
Припущення 1. Функція Лагранжа явно не залежить від часу:
{\displaystyle L(\mathbf {r} ,\mathbf {v} ,t)=L(\mathbf {r} ,\mathbf {v} )}.
Припущення 2. Оскільки ми досліджуємо вплив певного поля на зміну фази, тому функцію Лагранжа слід розділити на дві частини. Одна не залежить від контрольного параметра (в даному випадку — магнітного поля), а друга залежить:
{\displaystyle L(\mathbf {r} ,\mathbf {v} )=L_{0}(\mathbf {r} ,\mathbf {v} )+L_{H}(\mathbf {r} ,\mathbf {v} )}.
Очевидно, що у випадку магнітного поля частина функції Лагранжа має вигляд:
{\displaystyle L_{H}(\mathbf {r} ,\mathbf {v} )={\frac {e}{c}}(\mathbf {A} \cdot \mathbf {v} )}.
Явний вигляд першої частини функції Лагранжа нас не цікавить, оскільки вона не впливає на зміну фази:
{\displaystyle \Delta \phi (\mathbf {r} ,t>t_{0})={\frac {1}{\hbar }}\int _{t_{0}}^{t}L(\mathbf {r} ,\mathbf {v} )\,dt^{'}=0}.
Тому залишається тільки
{\displaystyle \Delta \phi (\mathbf {r} ,t>t_{0})={\frac {1}{\hbar }}\int _{t_{0}}^{t}L_{H}(\mathbf {r} ,\mathbf {v} )\,dt^{'}=0}.
Враховуючи те, що швидкість зв'язана з диференціалами співвідношенням
{\displaystyle \mathbf {v} dt=d\mathbf {l} },
знаходимо різницю фаз у вигляді:
{\displaystyle \Delta \phi _{H}={\frac {1}{\hbar }}\int _{S}^{}L_{H}(\mathbf {r} \,d\mathbf {l} )={\frac {e}{\hbar c}}\int _{S}^{}(\mathbf {A} \,d\mathbf {l} )},
що і було вперше передбачене Фейнманом.

### Диференціальна зміна фази
Для практики цікавішим є випадок не інтегральної зміни фази, коли враховується абсолютне значення векторного потенціалу {\displaystyle A} (а значить і магнітного поля {\displaystyle B}), а диференціальної зміни фази. Справа в тому, що у першому випадку при великих значеннях амплітути потенціалу {\displaystyle A} ми будемо також мати і великі значення зміни фази, що не є таким цікавим, як диференціальний випадок, коли фаза змінюється на величину близьку до {\displaystyle 2\pi }. Наприклад, в інтеренферометрії важливішим є не абсолютне значення параметру, а диференційне, що власне і приводить до цього явища. В квантових антиточках Голдмана також є важливішим диференційне значення магнітного поля {\displaystyle \Delta B}, при вимірюванні осциляцій провідності. Тому виникає тривіальна задача знаходження диференціальної зміни фази {\displaystyle \delta (\Delta \phi _{H})} при наявності періодичності магнітного поля з періодом {\displaystyle \Delta B} (а значить і {\displaystyle \Delta A}). В цьому випадку загальний фазовий інтеграл Фейнмана можна переписати у вигляді:
{\displaystyle \delta (\Delta \phi _{H})={\frac {e}{\hbar c}}\delta {\int _{S}^{}\mathbf {A} ,d\mathbf {l} }={\frac {e}{\hbar c}}\Delta A\cdot \Delta S,}
де {\displaystyle \Delta S=2\pi \Delta l_{B}-} довжина контуру обходу, обумовленого періодичністю {\displaystyle \Delta B}, а {\displaystyle \Delta l_{B}={\sqrt {\frac {\hbar }{e\Delta B}}}} — магнітна довжина, обумовлена періодичністю {\displaystyle \Delta B}.
Таким чином, знаходимо диференціальну зміну фаз у вигляді:
{\displaystyle \delta (\Delta \phi _{H})={\frac {2\pi }{c}}{\frac {e}{\hbar }}{\frac {\Delta A}{\sqrt {\Delta B}}}=2\pi f_{ph}}
Звичайно нас більш цікавить безрозмірне число, або т.з. фазовий фактор обходу контуру, утвореного періодичністю магнітного поля {\displaystyle \Delta B}:
{\displaystyle f_{ph}={\frac {1}{2\pi }}\delta (\Delta \phi _{H})=k_{ph}{\frac {\Delta A}{\sqrt {\Delta B}}}},
де {\displaystyle k_{ph}={\frac {1}{c}}{\sqrt {\frac {e}{\hbar }}}=0,13001534} Тл1/2В-1 — фазова константа, яка залежить тільки від фундаментальних констант. Основна проблема, що лишилася, полягає в тому, що на практиці досить легко вимірювати тільки магнітне поле {\displaystyle \Delta B}, а потенціал {\displaystyle \Delta A} знаходиться тільки шляхом розрахунків при певних припущеннях.

## Інтерпретація «дробної фази»
Відповідно до теореми Стокса, циркуляція вектора поля по шляху дає потік через поверхню, котру цей шлях обмежує:
{\displaystyle \qquad \oint _{L}\mathbf {A} \cdot d\mathbf {l} =\iint _{S}({\text{rot}}\;\mathbf {A} \cdot \mathbf {n} )dS}.
Оскільки правий поверхневий інтеграл визначає магнітний потік, котрий може квантуватися, тому виникає тривіальне запитання:"Яким чином виникає цілочислене квантування магнітного потоку при неповному обході контуру, що обмежує цю поверхню?". Відповідь на дане запитання можна знайти наступним чином. Дійсно, приведена вище теорема Стокса справедлива для однолистних поверхонь, в яких за замовчуванням кванти потоку можливі тільки при повному обході контуру. А якщо взяти багатолистні поверхні? Очевидно, що в них (в залежності від кількості листів) можливе квантування потоку і при неповному обході контуру. Наприклад, квантовий рух частки з ненульовим орбітальним моментом ({\displaystyle l}). В цьому випадку при {\displaystyle l=1} ми будемо мати три листки {\displaystyle m=-1,0,+1}. Таким чином, наявність «дробної фази» означає наявність багатолистної поверхні, котра зі сторони напряму магнітного поля відображається як одна (тобто її обхід протікає по одному і тому ж контуру). У випадку багатолистних поверхонь слід використовувати наступну теорему Стокса:
{\displaystyle \qquad \oint _{L}\mathbf {A} \cdot d\mathbf {l} ={\frac {1}{|m|}}\iint _{S}({\text{rot}}\;\mathbf {A} \cdot \mathbf {n} )dS},
де {\displaystyle |m|-} кількість листів багатолистної поверхні.

## Дивись також
- Ефект Ааронова-Бома
- Квантова потенціальна антиточка